# Sisyra producta
Sisyra producta är en insektsart som beskrevs av Bo Tjeder 1957. Sisyra producta ingår i släktet Sisyra och familjen svampdjurssländor. Inga underarter finns listade i Catalogue of Life.